# Acanthodactylus tilburyi
Espèce
Statut de conservation UICN

 LC  : Préoccupation mineure
Acanthodactylus tilburyi est une espèce de sauriens de la famille des Lacertidae.

## Répartition
Cette espèce se rencontre dans le sud de la Jordanie et en Arabie saoudite.

## Étymologie
Cette espèce est nommée en l'honneur de Colin R. Tilbury.

## Publication originale
- Arnold, 1986 : A new spiny-footed lizard (Acanthodactylus: Lacertidae) from Saudi Arabia. Fauna of Saudi Arabia vol. 8, p. 378-384